# 三少
三少，又称三孤，古代对少师、少傅、少保的合称。
西周置少师、少傅、少保，为三公（太师、太傅、太保）的辅官，后逐渐成为虚衔，用于加封重臣。
秦汉不设，而且以太尉、丞相（司徒）、御史大夫（司空）为三公。北周置六官制度，少师、少傅、少保，为大臣加官，位尊无职，正八命。
隋唐五代至宋前期不设，宋徽宗政和二年（1112年），以太师、太傅、太保为三公，三孤作为辅相。宣和元年（1119年）之后，作为勋臣加官，正一品。南宋沿置，辽朝为南面官，金朝、元朝不置，明朝初年为皇帝辅弼，建文帝废除，明仁宗重新设置，作为勋戚大臣的加官、赠官，从一品官。清朝延续明朝制度，三孤为从一品。
东宫有太子少师、太子少傅、太子少保，被称为东宫三少。